# Belau (Allemagne)
Pour les articles homonymes, voir Belau.
Belau est une commune allemande du Schleswig-Holstein, située dans l'arrondissement de Plön, entre les villes de Plön et Neumünster. Belau est l'une des huit communes de l'Amt Bokhorst-Wankendorf dont le siège est à Wankendorf.